# Woningwetwoning

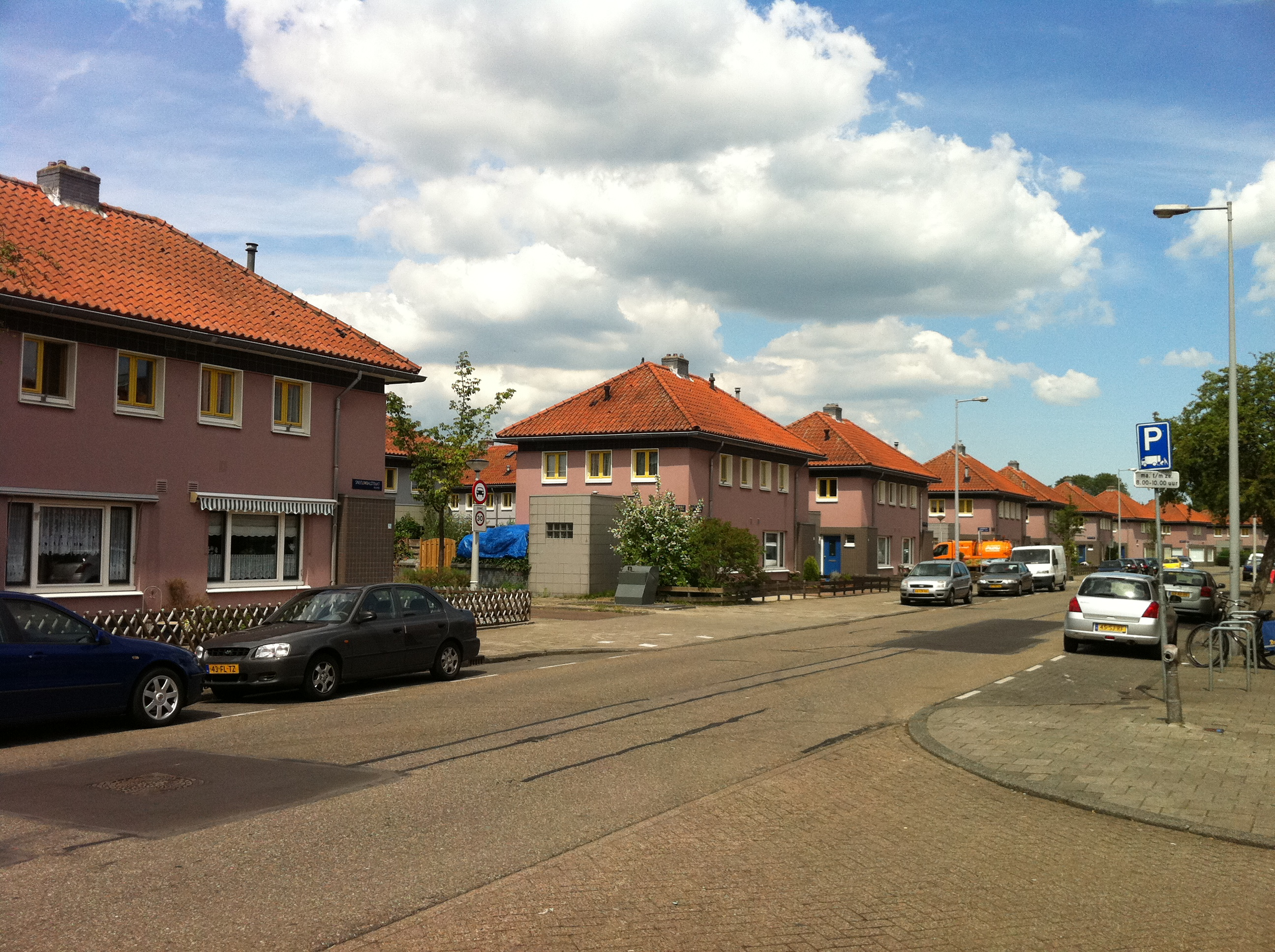
Woningwetwoningen uit 1927-1929 van Ymere in Floradorp, Amsterdam-Noord

Een woningwetwoning was in de 20e eeuw een woning die in het kader van de Nederlandse Woningwet was gebouwd. Daarmee wordt bedoeld dat de woning bij de bouw voldeed aan de normen van het rijk die op dat moment golden. Veelal kwam de woning daarmee in aanmerking voor een rijksvoorschot, waarmee de bouw kon worden gefinancierd, dat in de daaropvolgende decennia moest worden terugbetaald door de woningcorporatie of de gemeente. In sommige perioden werkte de rijksoverheid met bouwpremies in plaats van voorschotten.
Woningwetwoningen zijn altijd woningen geweest in de lagere categorie huren. De bedoeling van deze woningen was om mensen met een lager inkomen toch een fatsoenlijke woning te kunnen bieden tegen een betaalbare huur.
Woningen mochten niet veel kleiner of eenvoudiger, of veel groter en luxer zijn dan deze normen. De normen voor woningwetwoningen veranderden regelmatig in de loop der tijd, zowel waar het gaat om de grootte of het voorzieningenniveau, zoals wel of niet een badkamer. Doorgaans was de reden voor de veranderende normen een gewijzigde opvatting over wat aanvaardbare huisvesting is, en soms de wens om te bezuinigen op de rijksuitgaven voor de volkshuisvesting. 
Na veranderingen in de verhouding tussen Rijk en woningcorporaties eind jaren 80, begin jaren 90 van de 20e eeuw, onderdeel van de bruteringsoperatie, is deze systematiek losgelaten en werden sociale-huurwoningen in het vervolg op een andere wijze gefinancierd. 